# Carl Hall
Carl Christian Hall jr., kendt som Carl Hall (13. august 1848 på Frederiksberg – 6. maj 1908 sammesteds) var en dansk redaktør og bjergbestiger, bror til Oluf Hall.
Han klatrede meget i Norge og udførte mange førstebestigninger. Hans faste turkammerat, når han klatrede i Norge, var Mathias Soggemoen. Halls Fortop ved Stetind (Tysfjord, Nordland), Halls Hammer på Skagastølsryggen (Hurrungane, Sogn og Fjordane), Halls Hammer på Midtmaradalsryggen (Hurrungane, Sogn og Fjordane) og Halls Rende ved Romsdalshorn (Romsdalen, Møre og Romsdal) er alle opkaldt efter Hall. Hammer betyder i denne forbindelse et lille stykke lodret væg, som spærrer på en klipperyg, som kan være smal og med stejle flanker men – bortset fra denne "hammer" – ellers hovedsageligt mindre stejl, når man følger ryggen på langs.

## Baggrund
Hall var søn af politikeren Carl Christian Hall (1812–1888) og Augusta Marie Hall, født Brøndsted (1816–1891). Forældrene var nære venner af kong Christian VIII, og hjemmet i Ny Bakkegård var præget af tidens mest indflydelsesrige mennesker. Faderen var meget afholdt som politiker, men stod også for en del meget kontroversielle afgørelser. Moderen var kendt som en original, varm og modig kvinde, som kunne være meget direkte, også mod sine kongelige venner.
Carl Christian Hall jr. blev student fra Borgerdydskolen på Christianshavn i 1867. Han tog statsvidenskabelig eksamen i 1872, og blev derefter ansat i Koloniernes Centralstyrelse under Finansministeriet. Han var meget optaget af den folkelige forsvarsbevægelse og stiftede sammen med Arnold Fraenkel i 1880 Foreningen til Forsvarssagens Fremme for Frederiksberg og Omegn. Han var redaktør for tidsskriftet Vort Forsvar, som udkom fra 1881, og det var her han gjorde sin største indsats. I Norge er han imidlertid mest kendt som bjergbestiger.
Hall var en rendyrket klatrer, og interesserede sig for klatringens tekniske aspekter. Han blev kendt som en systematisk og dygtig planlægger og gik metodisk til værks, når han tog fat på en klatreopgave.

## Klatring i Alperne
Som den første dansker besteg besteg Carl Hall i 1878, Alpernes højeste bjerg Mont Blanc. Dette skete sammen med grev Schulin-Zeuten og dennes frue. Året efter i 1879 besteg han et par af de andre højeste toppe i Alperne (Monte Rosa og Jungfrau) og fik herved nærmere indblik i bjergsporten. Dette dannede erfaringsgrundlag for hans senere så succesfulde klatrekarriere i Norge.

## Klatring i Romsdalen
I 1880 var han i Norge og kom til Røysheim. Fra Galdhøpiggen kunne han se flere fristende mål for senere klatreekspeditioner.
Hall udførte i 1881 norsk fjeldsports mest berømte andenbestigning. Der gik en historie om, at Romsdalshorn var besteget allerede i 1828 af smeden Christen Storsveen og Hans Bjermeland. En sommeraften med meget godt at drikke havde de væddet om, at de skulle klare at komme til toppen, og en julidag klarede de det. Imidlertid var der i årene som fulgte ingen, som klarede at kopiere denne præstation, selv om mange forsøgte, så historien blev efterhånden draget mere og mere i tvivl og gik efterhånden også i glemmebogen. Så da Hall i 1881 tog til Åk, og for syvende gang gav sig i kast med Hornet, var det med et klart håb om at blive førstemand på toppen. Da han sammen med klatrekollegerne Mathias Soggemoen og Erik Norahagen endelig kom til tops, fandt han imidlertid en varde, og han måtte erkende at der havde været nogen på Hornet før ham selv. Ruten, han fulgte til toppen, har fået navnet Halls Rende.
Medens Hall var ude på sit fremstød mod Hornet, kom William Cecil Slingsby til Åk sammen med sin fører Johannes Vigdal. I stedet for at hægte sig på Hall gav de sig i kast med Store Vengetind og kunne indkassere førstebestigningen. Da de kom tilbage til Åk samme aften, mødte Slingsby Hall, og fortæller at «en lang og meget interessant samtale udspandt sig mellom os».
I 1882 kom Hall tilbage til Romsdalen og kom til tops på alle de imponerende toppe, man kunne se fra klatrecenteret på Åk. Han anså sig dermed som færdig med dette område og så sig om efter nye opgaver.

## Førstebestigninger i Jotunheimen og Nordnorge
Efter en længere korrespondance med Emanuel Mohn, bestemte han sig for en nærmere udforskning af Hurrungane. I 1883 kom han til Årdal og traf som aftalt sin faste følgesvend, Mathias Soggemoen. Den 3. august kunne de notere sig for førstebestigningen af Store Austabotntind (2204 m), Hurrunganes udpost mod sydvest. Næste triumf kom 6. august. Gennem Helgedalen kom Hall og Soggemoen op på Store Styggedalstind (2387 m) via Gjertvassbræen.
Året efter kom han tilbage med planen klar, nemlig at bestige «samtlige jomfruelige tinder i Hurrungene». Selvom han ikke klarede det, fik han i hvert fald noteret førstebestigninger af Midtre Skagastølstind (2284 m) og Midtre Dyrhaugstind (2135 m), selvfølgelig med følge af Soggemoen. I årene som fulgte kunne Hall med typisk grundighed afkrydse top efter top på sin liste.
I 1889 var han og Soggemoen i Nordnorge. Han havde udset sig fem toppe han ville bestige, og klarede tre af dem: Strømstinden på Kjerringøy, Skotshammeren ved Grøtøy og Tilthornet på Hamarøy. Han skriver om ekspeditionen i Den Norske Turistforenings årbog samme år.
Hall skrev flere præcise og instruktive artikler om sine ekspeditioner i Den Norske Turistforenings årbøger. I årbogen for 1902 kan man læse en fuldstændig fortegnelse over hans ekspeditioner. Listen fylder tre sider.
Slingsby skriver dette om sin ven: "Alle alpinister som har klatret i Hurrungane vil sikkert være enige med mig, når jeg hævder vor taknemmelighedsgæld til Carl Hall, borgeren af København, for de lysende skildringer av hans talrige erobringer av jomfruelige tinder i fjeldkæden, og for et stort antal samvittighedsfulde rapporter om samtlige førstebestigninger udført af andre – og måske især de ypperlige fotografier som så ofte har prydet siderne i Den Norske Turistforenings årbøger gennem de sidste tyve år og ansporet mange unge og søgende mennesker til å tage opp fra dalene for at samle sundhed, styrke og nær fortrolighet med sig selv på de evige højder."

### Et udvalg af Halls førstebestigninger i Jotunheimen
- Store Austabottind 1883
- Store Styggedalstind 1883
- Midtre Skagastølstind 1884
- Storebjørn 1884
- Sentraltind 1885
- Vesle Skagastølstind 1885
- Vesle Midtmaradalstind 1886
- Store Midtmaradalstind 1886
- Nordre Midtmaradalstind 1886
- Sokse 1886
- Store Ringstind 1890
- Skagsnebb 1890
- Stetinden 1890

## Amatørfotograf
Carl Hall var også amatørfotograf og har bl.a. taget en serie interessante billeder af det udbrændte Christiansborg i oktober 1884, hvor han også har klatret på ruinerne for at kunne tage billederne.
Hall blev ridder af Sankt Olavs Orden i 1890 og Ridder af Dannebrog 1891 og Dannebrogsmand 1903. Han er begravet i familiegravstedet på Herlufsholm. Gravmonumentet er udført efter tegning af Andreas Clemmensen med portrætmedaljon af Vilhelm Bissen.
Han er portrætteret som barn ca. 1856 af Constantin Hansen og posthumt af Otto Haslund 1910 (Frederiksborgmuseet). Fotografi fra 1888 (af ukendt, måske selvportræt?) og af Hansen & Weller.